# Хэрриотт, Розарио
Роза́рио Хэ́рриотт (англ. Rosario Harriott; род. 26 сентября 1989, Кингстон, Ямайка) — ямайский футболист, защитник «Харбор Вью» и сборной Ямайки.

## Клубная карьера
Хэрриотт начал свою карьеру в молодёжной команде «Тру Блу», в которой провёл 2006 год. После двух лет игры за молодёжный состав «Портмор Юнайтед» он присоединился к первой команде в 2009 году. Сезон 2011/2012 стал лучшим для Хэрриотта в составе клуба: он провёл 33 игры и забил 4 мяча в чемпионате, а «Портмор» стал чемпионом Ямайки.
В 2014 году Розарио покинул клуб и перешёл в «Харбор Вью». В первом сезоне за новый клуб Хэрриотт провёл 20 матчей и забил 2 гола.

## Карьера в сборной
13 октября 2015 года Хэрриотт дебютировал в составе сборной Ямайки в товарищеском матче против Республики Корея (0:3). В этом матче защитник получил первую жёлтую карточку в играх за сборную и был заменён на 71 минуте. В 2016 году был вызван на Кубок Америки по футболу. Однако на этом турнире Хэрриотт так и не вышел на поле, а сборная Ямайки не прошла в раунд плей-офф. В 2017 году футболист участвовал в Карибском кубке. Он провёл на поле оба матча отборочного турнира: против Гайаны (4:2) и Суринама (1:0). В финале турнира против Кюрасао Хэрриотт вышел на замену на 36 минуте и забил свой первый гол за сборную, однако его команда проиграла со счётом 1:2. В том же году футболист был вызван на Золотой кубок КОНКАКАФ. На этом турнире Хэрриотт не провёл ни одной минуты на поле, а Ямайка вышла в финал, в котором проиграла США со счётом 1:2.

## Голы за сборную
По состоянию на 28 июля 2017 года
| № | Дата         | Стадион                              | Оппонент | Счёт | Результат | Соревнование         |
| - | ------------ | ------------------------------------ | -------- | ---- | --------- | -------------------- |
| 1 | 26 июня 2017 | Пьер Аликер, Фор-де-Франс, Мартиника | Кюрасао  | 1:1  | 1:2       | Карибский кубок 2017 |